# George Robson
George Robson, född 1848, död 1911. President (moderator) i den skotska frikyrkan. Han finns representerad med en till svenska översatt psalmtext i Den svenska psalmboken 1986 (nr 137).

## Psalmer
- Den kärlek du till världen bar (nr 137) skriven omkring 1900